# حبوبات

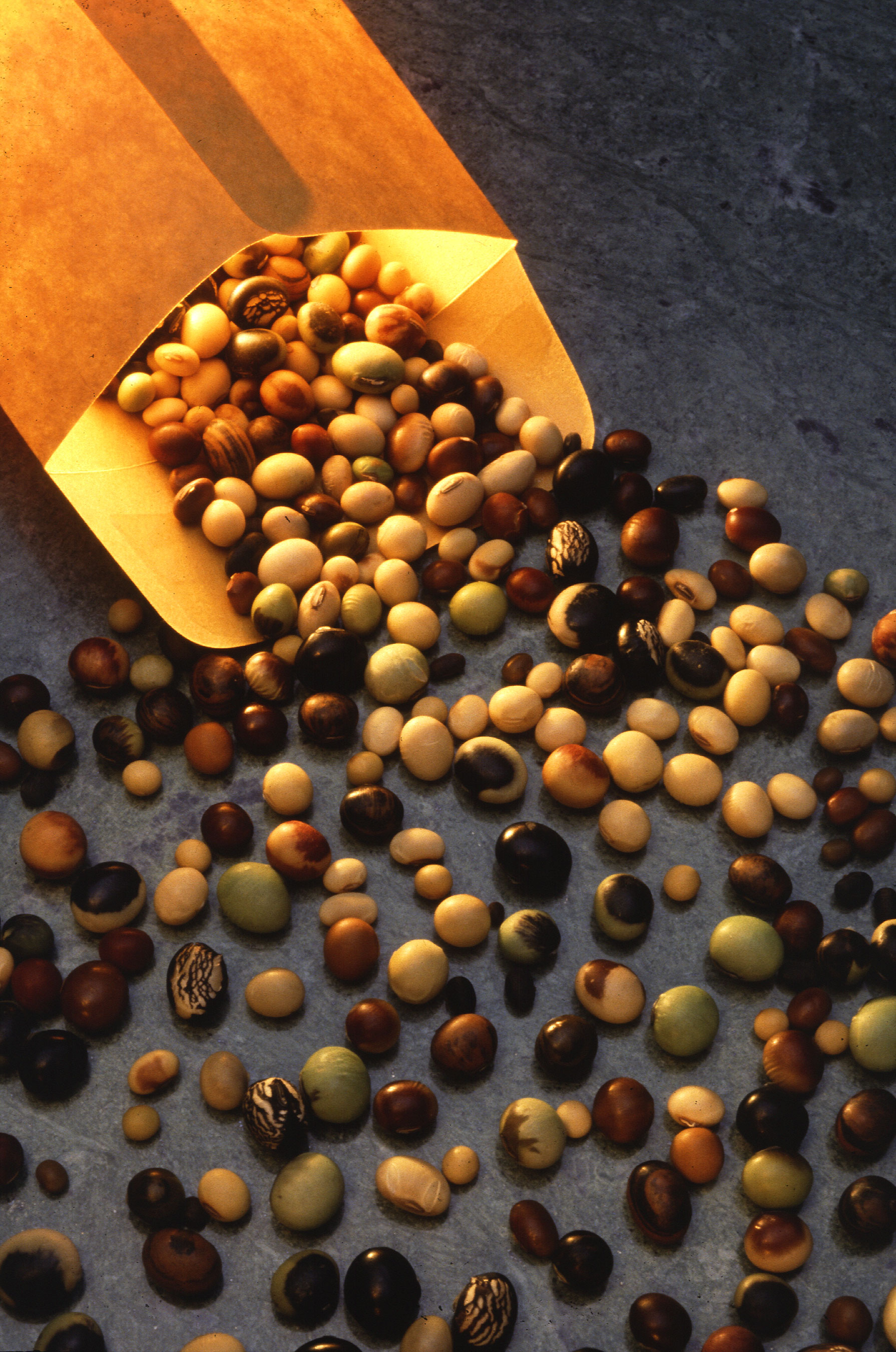
انواع دانهٔ سویا، از حبوبات متعارف

حبوبات یا بُنشن جمع حبوب است و آن گیاه یا دانه گیاهی از تیره
باقلاییان است. در زبان فارسی حاضر، حبوبات عمدتاً به دانه‌های خشک انواع این گیاهان که به مصرف خوراک انسان می‌رسند گفته می‌شود. حبوبات معروف عبارت از لوبیا، عدس، ماش، باقلا، نخود، لپه، سویا، بادام زمینی و غیره هستند.

## تولید و کشت
حبوبات کشت شده طیف متنوعی از طبقه‌بندی‌های کشاورزی، علوفه پوشا، غلات، گلدهی، دارویی/صنعتی، آیش/کود سبز و دسته‌های الوار را شامل می‌شود. یکی از ویژگی‌های قابل توجه بسیاری از گونه‌های حبوبات که به صورت تجاری کشت می‌شوند، تطبیق پذیری آنها است، که اغلب نقش‌های متعددی را همزمان بر عهده می‌گیرند. میزان این نقش‌ها به مرحله بلوغی که در آن برداشت می‌شوند بستگی دارد.

## ارزش غذایی
حبوبات دارای مقدار زیادی از :
پروتئین، کربوهیدرات، مواد معدنی مانند: آهن، کلسیم، پتاسیم، منیزیم و ویتامین آ هستند.

## تاریخچه
نئاندرتال‌ها ۷۰۰۰۰ سال پیش از حبوبات هنگام پختن غذا استفاده می‌کردند. باستان شناسان آثاری از تولید نبض را در اطراف رودخانه راوی (پنجاب)، محل تمدن دره سند، کشف کرده‌اند، که قدمت آن به حدود ۱۰۰۰ می‌رسد. ۳۳۰۰ قبل از میلاد در همین حال، شواهدی از کشت عدس در اهرام مصر و دستور العمل‌های خط میخی نیز یافت شده‌است. دانه‌های نخود خشک در دهکده‌ای در سوئیس کشف شده‌اند که اعتقاد بر این است که قدمت آن به عصر حجر می‌رسد. شواهد باستان‌شناسی نشان می‌دهد که این نخودها باید در شرق مدیترانه و بین‌النهرین رشد کرده باشند. مناطق حداقل ۵۰۰۰ سال پیش و در بریتانیا در اوایل قرن یازدهم. سویا برای اولین بار حدود ۵۰۰۰ سال پیش در چین از نوادگان تاک وحشی گلایسین سوجا اهلی شد.